# L&L 하와이안 바비큐
L&L 하와이안 바비큐(L&L Hawaiian Barbecue) 또는 L&L 드라이브인(L&L Drive-Inn) 또는 구어체 L&L은 하와이주 호놀룰루에 본사를 둔 하와이 테마의 프랜차이즈 레스토랑 체인으로 플레이트 런치를 중심으로 하고 있다.
에디 플로레스 주니어(Eddie Flores Jr.)와 존슨 캄(Johnson Kam)은 1976년에 최초의 L&L 드라이브인(L&L Drive-Inn)을 인수한 후 1999년에 본토 시장으로 확장을 시작했다. 현재 알래스카, 애리조나, 콜로라도, 캘리포니아, 하와이, 네바다, 노스캐롤라이나, 오레곤, 텍사스, 플로리다, 유타, 워싱턴, 조지아, 사우스캐롤라이나, 버지니아 등 미국 전역에 200개 이상의 매장이 있다. 국제적으로 이 회사는 일본에도 지점을 두고 있다.